# Diocesi di Cululi
La diocesi di Cululi (in latino Dioecesis Cululitana) è una diocesi e sede titolare soppressa della Chiesa cattolica.

## Storia
Cululi, identificabile con la località di Henchir Jeloula in Tunisia, è un'antica sede episcopale della provincia romana di Bizacena.
Unico vescovo attribuito a questa diocesi è Concordio, il cui nome figura al 56º posto nella lista dei vescovi della Bizacena convocati a Cartagine dal re vandalo Unerico nel 484; Concordio, come tutti gli altri vescovi cattolici africani, fu condannato all'esilio.
Dal 1933 al 1974 Cululi è stata una sede vescovile titolare della Chiesa cattolica. L'unico vescovo titolare assegnato a questa sede è stato Ronald Austin Mulkearns, vescovo coadiutore di Ballarat in Australia.

## Cronotassi

### Vescovi residenti
- Concordio † (menzionato nel 484)

### Vescovi titolari
- Ronald Austin Mulkearns † (5 settembre 1968 - 1º maggio 1971 succeduto vescovo di Ballarat)